# Josef Biebl
Josef Biebl (* 20. Juni 1959 in Kollnburg) ist ein deutscher Jurist und Richter am Bundesarbeitsgericht.

## Leben
Biebl legte 1987 in München das Zweite Staatsexamen nach seinem Referendariat ab. 1988 begann er seine richterliche Karriere als Richter in der Arbeitsgerichtsbarkeit. Er war zunächst Richter am Arbeitsgericht München und am Arbeitsgericht Augsburg. Von 1989 bis 1991 war er an das Bundesarbeitsgericht als wissenschaftlicher Mitarbeiter abgeordnet und promovierte 1990 in dieser Zeit auch zum Dr. iur. Biebl wurde 2008 zum Vorsitzenden Richter am Landesarbeitsgericht München ernannt. Im August 2009 erfolgte die Wahl zum Richter am Bundesarbeitsgericht zum 1. November 2009.
Biebl veröffentlicht zu arbeitsrechtlichen Themen, so etwa mit Michael Niebler und Annette  Ulrich einen Praxisleitfaden zum Arbeitnehmerüberlassungsgesetz oder mit Dirk Neumann einen Kommentar zum Arbeitszeitgesetz.